# Manuel José Mosquera
Manuel José Mosquera-Figueroa y Arboleda-Salazar, (Asunción de Popayán, 11 de abril de 1800-Marsella, 10 de diciembre de 1853) fue un religioso, humanista y filósofo colombiano.
Fue el trigésimo tercer arzobispo metropolitano de Bogotá, siendo el cargo más importante al que podía aspirar un sacerdote colombiano.
Era hermano de los expresidentes Tomás Cipriano y Joaquín Mosquera.

## Biografía

### Primeros años
Manuel nació en Popayán, el 11 de abril de 1800 junto a su hermano gemelo Manuel María. Fueron bautizados en la iglesia de San José de su ciudad natal el mismo día en que nacieron, por el vicario general del obispado, Manuel María de Arboleda. En la pila bautismal se le impusieron los nombres de Manuel José Francisco y fueron sus padrinos Antonio Arboleda y Arrachea, prócer de la Independencia de Colombia, y su esposa Rafaela.
A los dieciocho años ingresó en el Seminario de su ciudad donde cursó estudios de humanidades y filosofía. Estudió en Quito en el colegio de San Luis y en la Universidad de Santo Tomás; Al regresar a su ciudad natal, en 1823, fue ordenado sacerdote e inició sus estudios de Derecho Civil. En 1827 fue nombrado Rector de la recién creada Universidad del Cauca y un año después le fue conferido el título de abogado en la misma.

## Arzobizpado
En 1832 el papa Gregorio XVI lo nombró prelado doméstico asistente al Solio Pontificio, Su labor como Rector de la Universidad del Cauca desde 1829 lo hizo merecedor del cargo de Arzobispo de Bogotá y en 1834 fue elegido, por el Congreso de la Nueva Granada, Arzobispo de Bogotá. Recibiendo la aprobación papal y siendo consagrado en Popayán, el 29 de junio de 1835; se posesionó de su arquidiócesis el 21 de septiembre siguiente. Alterno el ejercicio eclesiástico en Bogotá con obras como el Seminario Conciliar en Popayán. 
Tras el ascenso de José Hilario López a la Presidencia de la Nueva Granada, en 1838 visitó la villa de Barichara-Santander, el cual se dice mando a destruir la medalla de piedra de la virgen (enlace roto disponible en Internet Archive; véase el historial, la primera versión y la última)., causando que lo desterraran de Barichara. Para calmar a los Patiamarillos se mando a hacer una copia de la original en piedra pizarra, en 1849 se emprendieron políticas liberales que promovieron la sujeción de la Iglesia al Estado, por lo cual el Arzobispo emprendió una campaña en favor de la Iglesia. En 1849 fundó El Catolicismo, como órgano de expresión de la Curia. 
Sin embargo, a causa de ciertas disposiciones legislativas, en desarrollo del derecho de patronato que sobre la Iglesia ejercía la potestad civil -dice Gustavo Arboleda- [el arzobispo Mosquera] púsose en pugna con el Congreso y protestó por la provisión de beneficios eclesiásticos sin sujeción a las reglas canónicas. Considerósele en rebeldía y se le impuso la pena de destierro, declarándose finalmente autodesterrado en 1852, cuyo cumplimiento hubo de aplazarse algunos días a causa de su mala salud. 
Partió de Bogotá el 20 de junio de 1852, se detuvo luego en la población de Villeta, y el 23 de agosto se despidió del clero y de la feligresía de su arquidiócesis por medio de una pastoral. Al terminar el mes continuó su viaje embarcándose en el vapor Calamar rumbo a Cartagena, a donde llegó el 8 de septiembre; de allí partió el día 10 hacia Estados Unidos en el Great Western, hizo transbordo en Saint Thomas, Islas Bahamas, al buque Pretel y el 30 desembarcó en el puerto de Nueva York, donde se alojó en casa de su hermano, el General Tomás Cipriano de Mosquera, residenciado por aquella época en esa ciudad, y recibió la visita de numerosos prelados estadounidenses. El clero y los católicos neoyorquinos organizaron una recepción en su honor y le obsequiaron un anillo con una inscripción en latín: Emmanueli Josepho Mosquera, Confessori Fidei. Neo Eboraci. 1853 [A Manuel José Mosquera, mártir de la Fe. Nueva York, 1853]. El 22 de noviembre asistió a la inauguración de una nueva cátedral en Albany, y el 1 de diciembre el prelado Hughes de Nueva York le ofreció una recepción. 
Posteriormente enrumbó hacia Francia, acompañado de su hermano, el doctor Manuel María Mosquera, quien viajaba con él desde Bogotá. Antes de salir de Nueva York, el ministro de Chile le envió una manifestación de su país, encabezada por el arzobispo de Santiago, los presidentes de las Cámaras Legislativas, los magistrados de la Corte Suprema y otras personalidades civiles y eclesiásticas. Mientras, el Congreso de 1853 dictó la ley del 15 de junio sobre separación de la Iglesia y el Estado, con la cual desaparecieron los obstáculos que impedían el retorno del prelado a su patria; el cabildo metropolitano le envió una comunicación en este sentido. No obstante, el arzobispo Mosquera salió hacia Europa el 4 de junio de 1853; llegó a París el 18 y se dirigió a Amiens, invitado a participar en el acto solemne de la traslación del cuerpo de Santa Teodosia, mártir sacrificada en Roma en los primeros tiempos del cristianismo. 
El 26 de noviembre, sintiéndose mejor de salud, siguió para Roma, pero en la travesía por el puerto de Marsella enfermó de bronquitis, que junto con el hidrotórax que padecía, aumentó las fatigas del viaje. Llevado de emergencia a la Posada de Castilla, en Marsella, falleció en la mañana del 10 de diciembre acompañado de su hermano gemelo. Su cuerpo fue embalsamado y sepultado en París, después de extraerle el corazón. En una de las muchas necrologías que sobre él se escribieron y publicaron en América y Europa, se dijo que el papa Pío IX lo esperaba en el Vaticano para conferirle el capelo cardenalicio [Ver tomo 7, Instituciones, pp. 219-220].

## Familia
Manuel era miembro de dos antiguas e ilustres familias criollas. Entre sus hermanos mayores se encontraban los expresidentes de Colombiaː el político Joaquín -segundo suceder de Simón Bolívar- y el militar y político Tomás Cipriano de Mosquera -quien fue presidente en 4 períodos distintos de la historia del país-; su hermano gemelo era Manuel María Mosquera y Arboleda, político, diplomático y rector de la Universidad del Cauca.
Su madre, María Manuela era hermana del prócer de la Independencia y abolicionista criollo Antonio Arboleda y Arrachea, quien además de ser tío de Manuel era su padrino de bautizo. Su tío paterno, Joaquín Mosquera Figueroa, era un reputado político en la época de la dominación española en Colombia.
Una de sus primas (no hija de Joaquín) era Sofía Mosquera Hurtado, quien casada con el político y expresidente de Colombia Julio Arboleda, tuvo a Cecilia Arboleda, esposa del también expresidente Jorge Holguín.
Julio era pariente del humanista Sergio Arboleda, a quien se acusa de ser esclavista. Jorge era hermano del también expresidente Carlos Holguín, y ambos, eran sobrinos del también expresidente Manuel María Mallarino.